# Corrent oceànic

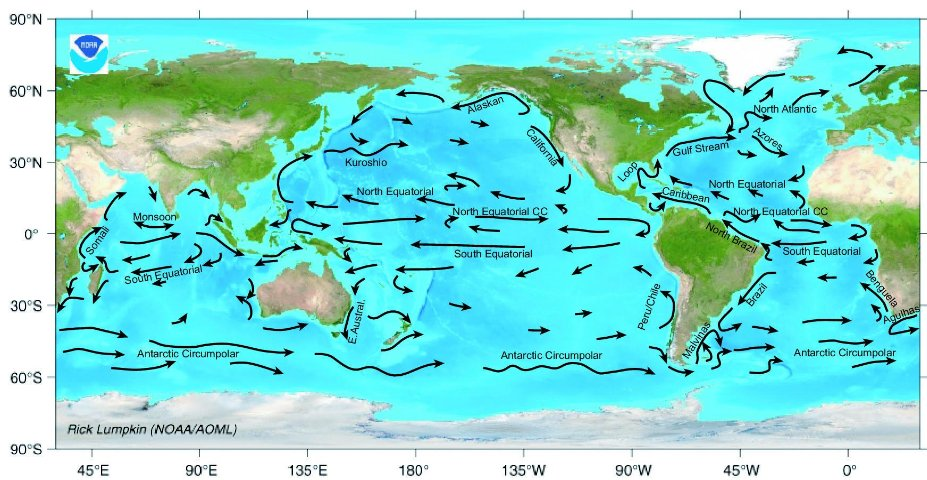
Principals corrents mundials (Font: NOAA)

Un corrent oceànic o corrent marí és una massa d'aigua de mar en moviment respecte a l'aigua que l'envolta. És causat per l'efecte combinat de diferències en la densitat, la salinitat i la temperatura, i el vent i les forces de Coriolis. Els corrents marins modifiquen el clima de les costes perquè les escalfen o les refreden. Les costes banyades per un corrent fred acostumen a ser molt àrides perquè les aigües fredes no s'evaporen i, per tant, l'aire és sec. Les costes que reben corrents càlids acostumen a estar lliures de glaç i les pluges hi solen ser més abundants.

## Característiques i classificació
Els corrents oceànics es classifiquen segons diversos criteris com ara el procés de formació (corrents de gradient, originats per diferències de densitat), i corrents de deriva); la distància al fons de l'oceà (corrents de superfície, corrents de profunditat mitjana, i corrents abissals); la temperatura mitjana interna (corrents càlids, que van de l'equador als pols, i corrents freds, que van dels pols a l'equador) i el tipus de flux, que pot ser horitzontal (corrents que es mouen en paral·lel a la superfície de l'aigua) o vertical (corrents que es mouen en perpendicular a la superfície de l'aigua).
Els corrents que van de l'equador als pols també porten aire càlid, com el corrent del Golf que proporciona a les costes d'Europa occidental les temperatures més altes del món que corresponen a aquelles latituds. Els corrents que van dels pols a l'equador refreden la zona intertropical.
L'origen dels corrents oceànics és essencialment termohalí (diferències de temperatura i salinitat de les masses d'aigua), mentre que els corrents costaners tenen el seu origen principalment en el moviment de les onades. Aquests fenòmens es definirien com uns corrents que modifiquen el relleu. Amb els anys poden fins i tot a modificar illes.

## Girs oceànics
Els moviments de masses d'aigua per l'interior dels oceans segueix un patró pel qual a cada oceà s'estableix un cicle de desplaçament predominant i continu en l'espai i en el temps. Aquests cicles contenen trams que de vegades reben un nom específic. Els girs tenen un sentit de gir horari o antihorari segons si la conca oceànica és continguda en l'hemisferi nord o sud terrestre, respectivament.

## Funció
Els corrents oceànics superficials normalment estan conduïts pel vent i, en l'hemisferi nord, desenvolupen espirals en sentit horari i en sentit contrahorari en l'hemisferi sud. Les zones d'aquests corrents es desplacen un poc segons les estacions de l'any; cosa que es nota més en els corrents equatorials.
Els corrents profunds oceànics són conduïts pels gradients de densitat i temperatura. D'aquests corrents se'n diu «rius submarins». Se'n fa la recerca amb robots oceanogràfics com l'anomenat Argo.
Els corrents de superfície mouen aproximadament un 10 per cent de tota l'aigua dels oceans, normalment estan restringits a la capa superior d'aigua de 400 metres.
Els corrents oceànics es mesuren en unitats Sverdrup (Sv), on 1Sv equival a un volum de taxa de flux de 1.000.000 de m³ per segon, és a dir un bilió de litres per segon.
Els corrents són conseqüència de desequilibris dintre de les masses aquoses oceàniques. Però fenòmens com l'evaporació, la insolació, l'intercanvi de calor entre escorça marina i l'aigua, l'intercanvi de calor entre l'atmosfera i l'aigua, etc. sempre mantenen la dinàmica de corrents.

Diversos instruments de mesura emprats en estudi de corrents
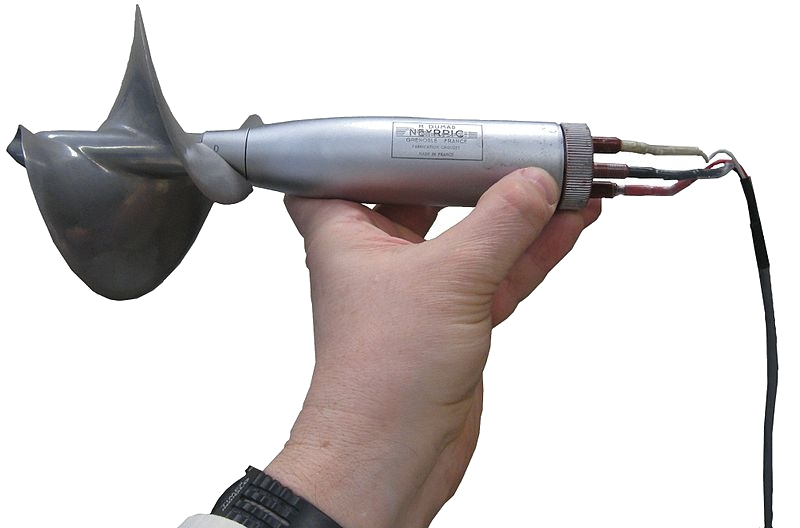
Mesurador mecànic d'hèlix. La velocitat del corrent és proporcional a la velocitat de l'hèlix.
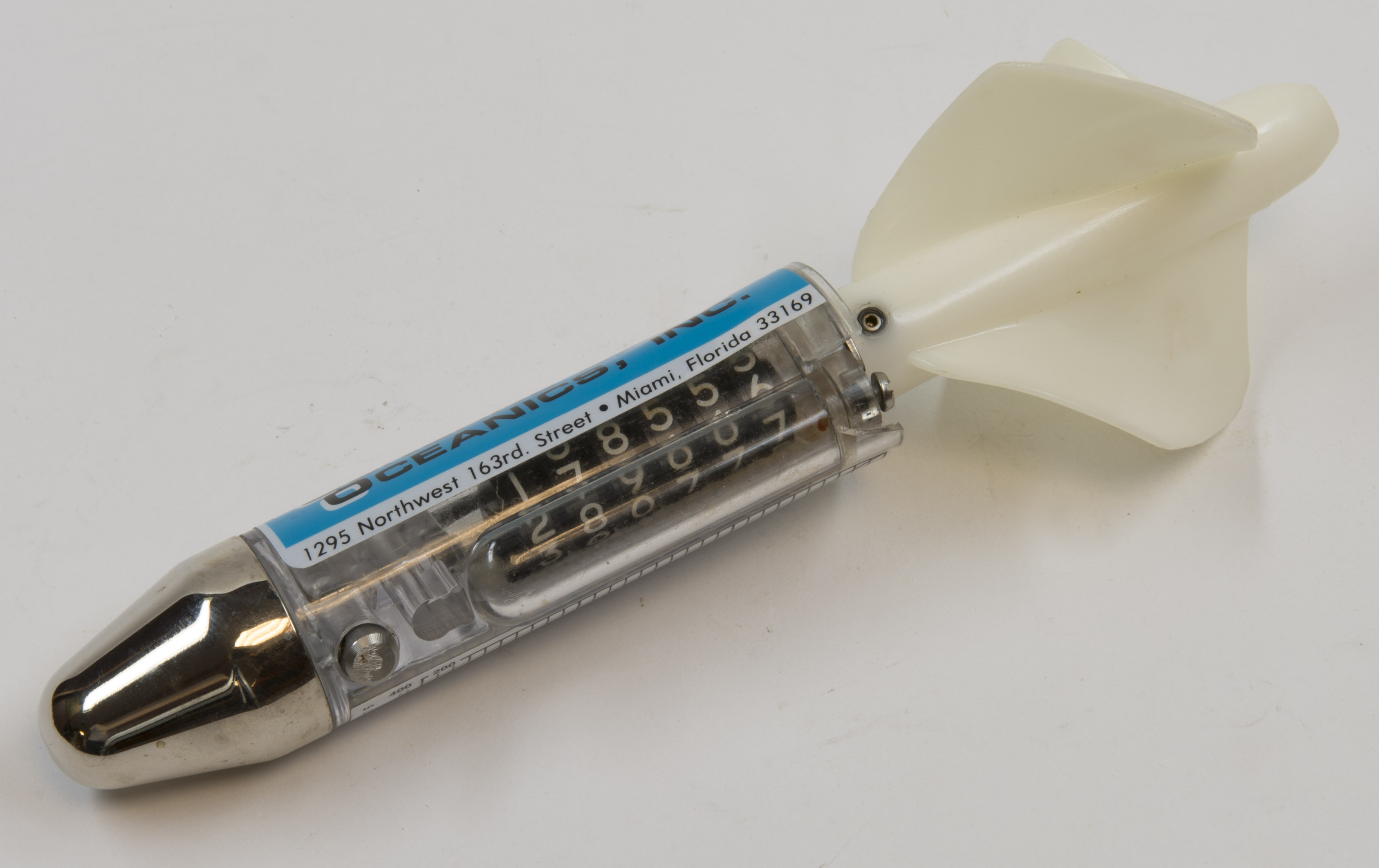
Comptador autònom mecànic de girs de l'hèlix (blanca), relacionats amb la velocitat del corrent marí. Guaiteu les rodes numèriques fàcilment llegibles gràcies a la carcassa transparent.
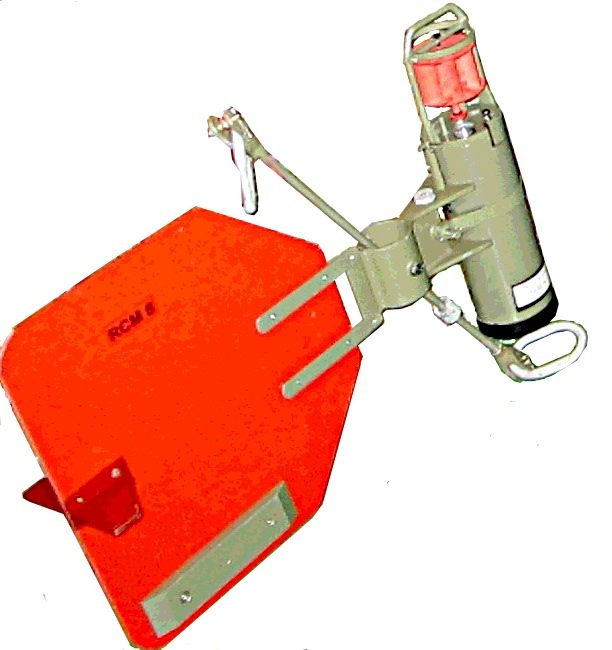
RCM-8
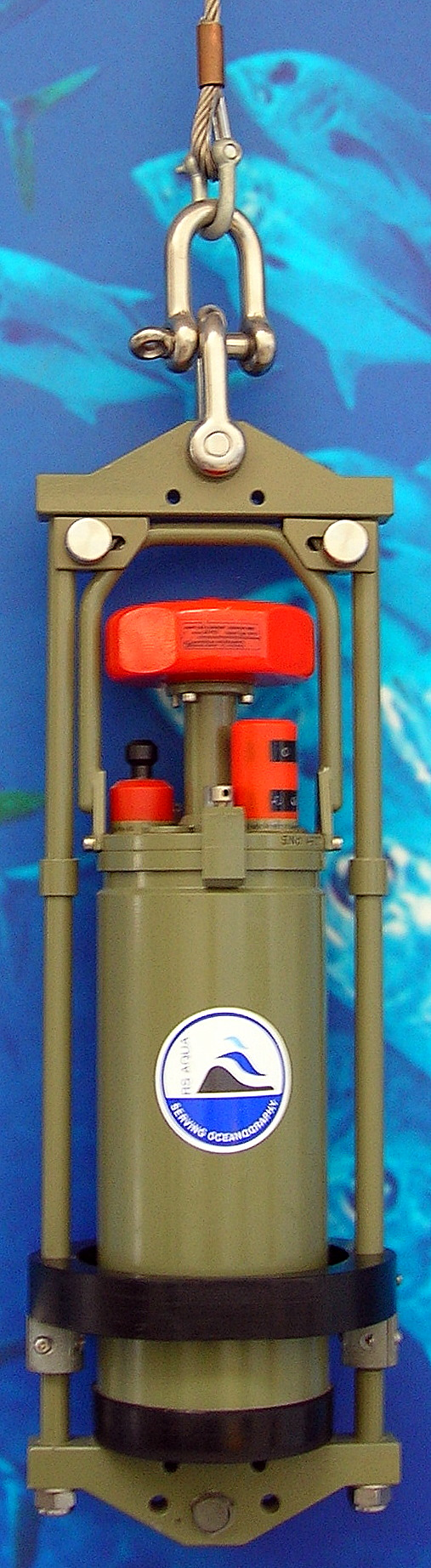
RCM-9
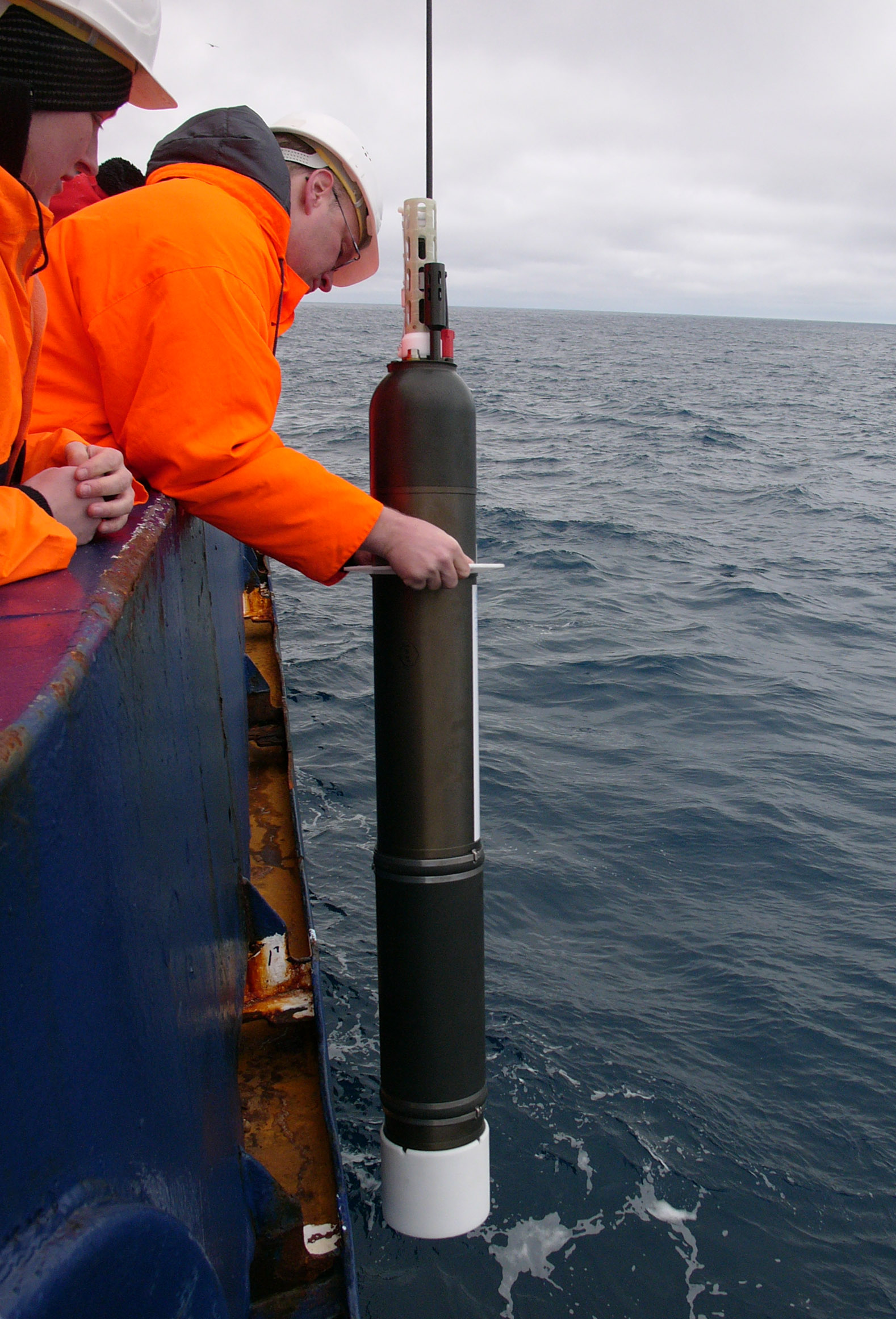
Desplegament de flotador Argo a l'Oceà Antàrtic des del vaixell de recerca POLARSTERN
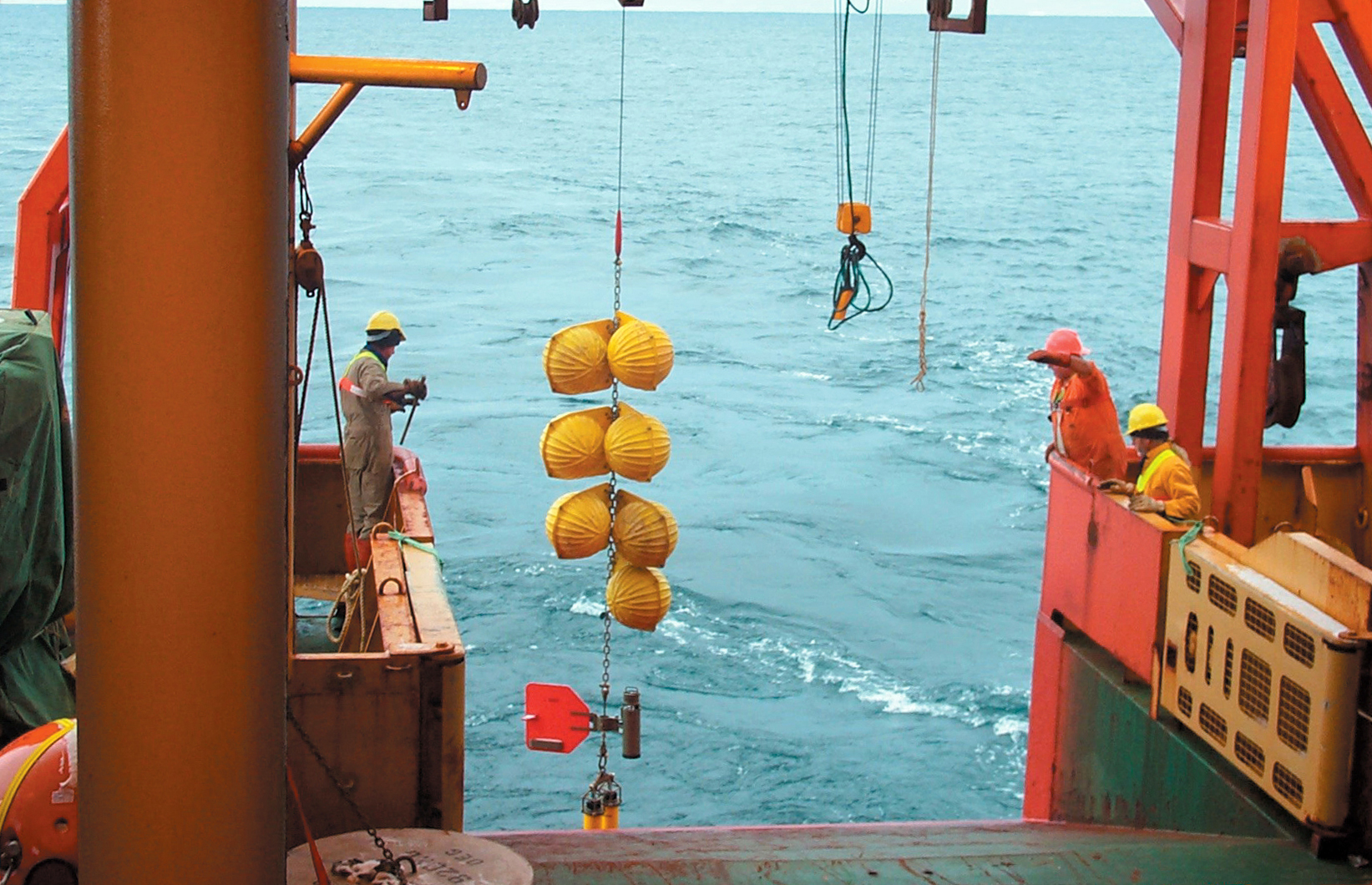
Extracció d'un amarratge amb diversos instruments de mesura
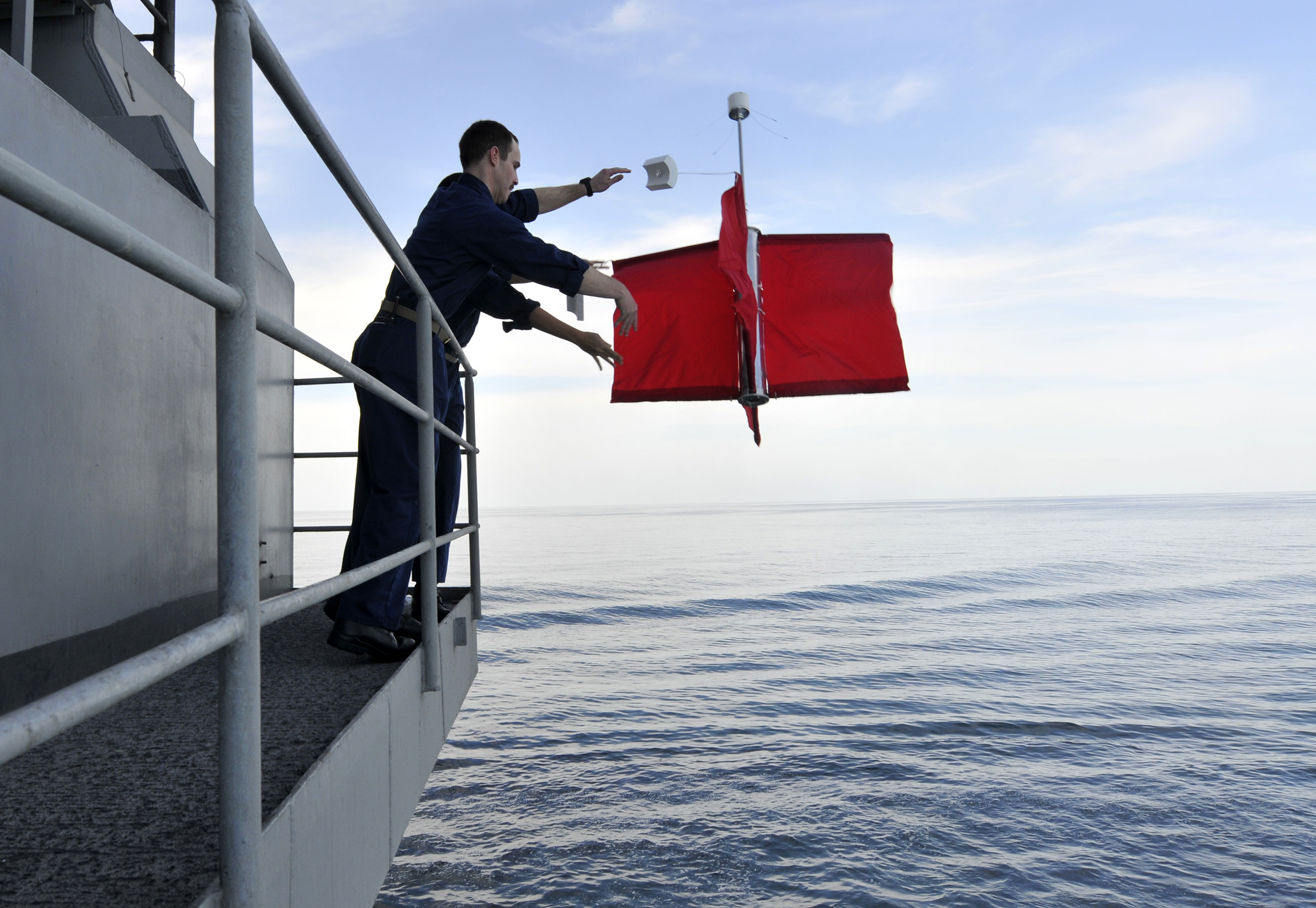
Oficials militars llançant una boia per estudiar corrents a la mar d'Aràbia

## Mesura dels paràmetres dels corrents marins

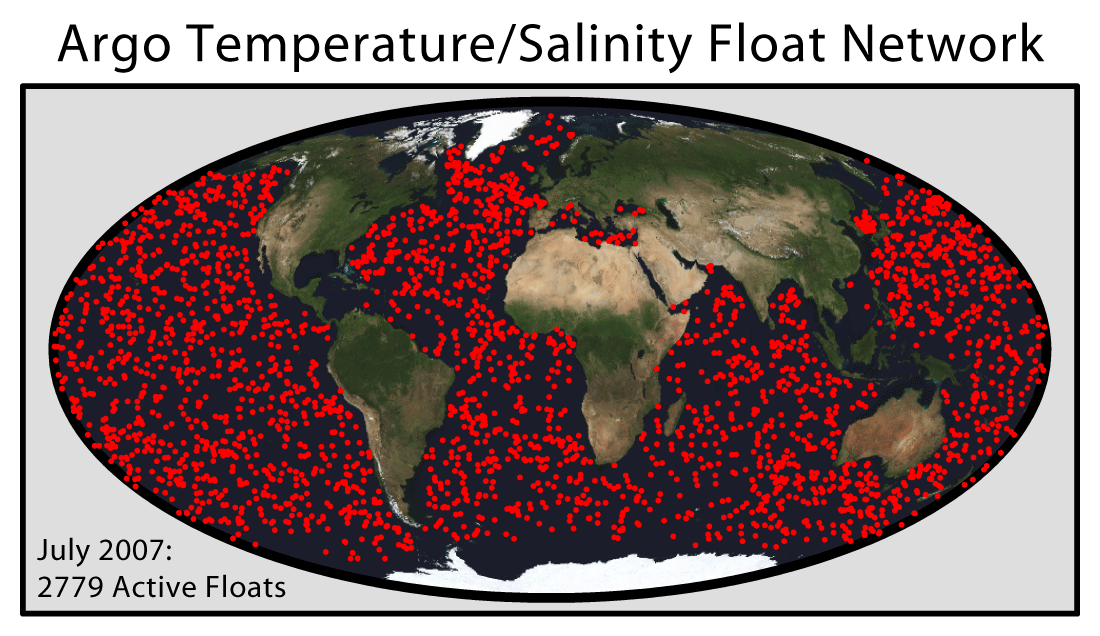
Mapa de la localització dels flotadors del Programa Argo en juliol de 2007

La mesura de paràmetres en primera instància pot ser contínua o discontínua. La mesura contínua requereix de tecnologia més cara i més mitjans econòmics. La mesura discontínua és la més tradicional. Es va iniciar durant el segle xix amb aparells com l'ampolla Nansen per recollir mostres d'aigua a una profunditat determinada i elevar-les fins a la superfície.
El mesurament directe i continu dels corrents s'utilitza per establir corrents absoluts i per controlar canvis que varien ràpidament. Per mesurar els corrents directament, un comptador de corrents ha de registrar amb precisió la velocitat i la direcció del flux, i la plataforma o amarratge de l'instrument ha de ser fiable, fàcilment desplegable i extremadament resistent. Els investigadors poden realitzar mesures de corrent contínues en nivells inferiors a la capa superficial per períodes de més d'un any gràcies a aquestes eines.
Els instruments de mesura poden fer la seva funció ubicats en vaixells, plataformes mòbils, plataformes fixes, boies de flotació amb llast, boies amb ancoratge...

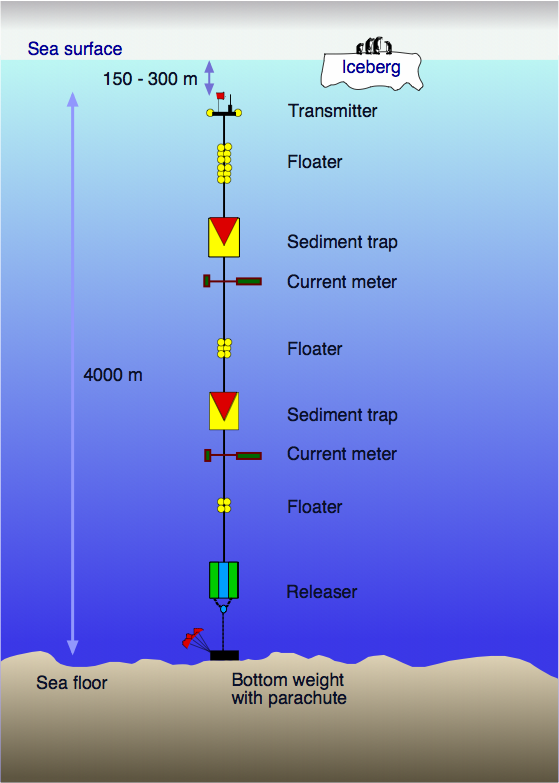
Esquema d'amarratge en cadena de boies i instruments de mesura.

### Instrumentació
Mesurador de corrent per rotor (RCM, de l'anglès rotor current meter). És un mesurador de corrents, un dispositiu oceanogràfic desplegat amb un amarratge. Molts RCM han han estat substituïts per instruments que mesuren el flux per hidroacústica, els anomenats perfiladors de corrent acústics Doppler. Exemples d'instruments per mesurar els corrents:
- Mesuradors de corrent de tipus hèlix. Les dades de lectura van per cable a l'aparell enregistrador. La velocitat de rotació de l'hèlix és proporcional al cabal màssic que impacta sobre ella. És una versió moderna del fluxímetre d'Ekman.
- RCM-8. (imatge). Té un penell vermell per enregistrar direcció i sentit i un rotor Savonius per mesurar velocitat del fluid.
- RCM-9 (recording current meter). Pot arribar a una profunditat d'uns 2000 metres i durar fins a dos anys en una missió. Registra informació sobre corrents (velocitat, direcció, profunditat, temperatura).

Flotadors "Argo"

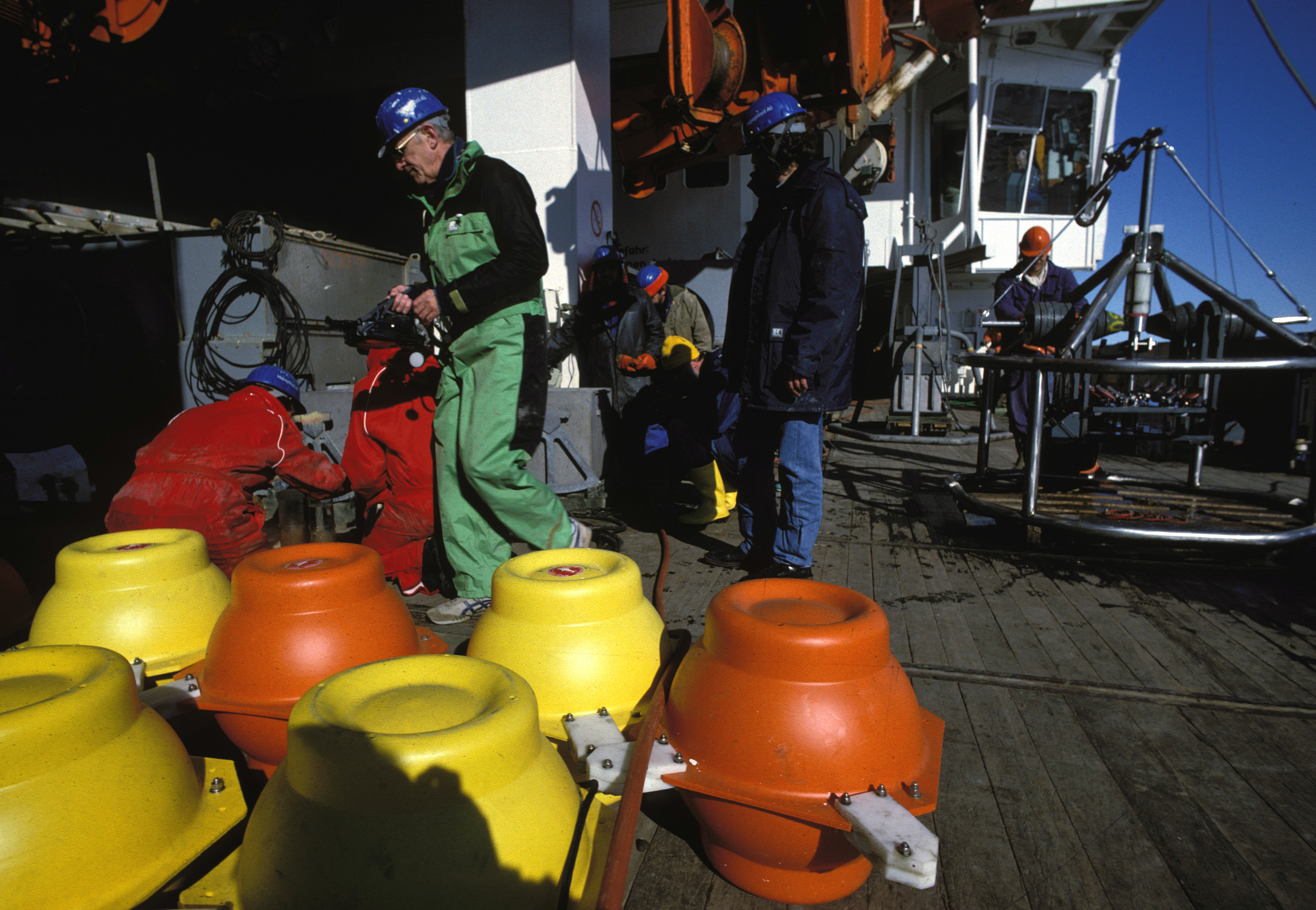
Preparació d'un amarratge en cadena en la coberta del vaixell de recerca POLARSTERN. En primer pla, flotadors. Els operaris manipulen els instruments en segon pla.

El Programa Argo és una col·laboració internacional que recopila perfils de temperatura i salinitat d'alta qualitat des dels 2000 m superiors de l'oceà sense gel i corrents de profunditat intermèdia. Les dades provenen de carcasses autònomes que funcionen amb bateria que passen la major part de la seva vida a la deriva en profunditat, on estan estabilitzades per ser neutres a la pressió de «profunditat d'estacionament» amb una densitat igual a la pressió ambiental i una compressibilitat menor que la de l'aigua marina. En intervals típics de 10 dies, els flotadors bombegen un fluid propi cap a una bufeta externa i pugen a la superfície durant unes 6 hores mentre mesuren la temperatura i la salinitat. Els satèl·lits o el GPS determinen la posició dels flotadors quan suren, i l'antena transmet les seves dades als satèl·lits. La bufeta es desinfla i el flotador torna a la seva densitat original i s'enfonsa a la deriva fins que es repeteix el cicle. Els flotadors estan dissenyats per fer prop de 150 cicles.
El mapa mostra la distribució de la xarxa Argo Float, un sistema gestionat internacionalment d'uns 3000 sensors de temperatura i sensors de salinitat flotants desplegats en els oceans. Aquests sensors es comuniquen per satèl·lit, es desplacen pels corrents oceànics i tenen la capacitat de submergir-se a una profunditat d'uns 2 km per crear perfils verticals.

### Cadenes d'instruments ancorats.
Diversos instruments poden fixar-se a diferents profunditats de manera permanent amb un sistema de llast deixat en el fons marí, el qual té un cable o cadena lligats, amb boies que mantenen la verticalitat. Tal com es mostra a la imatge, instruments mesuradors com els descrits en apartats anteriors poden lligar-se a la cadena per tal que romanguen a una profunditat determinada.
La figura esquemàtica descriu un amarratge oceanogràfic, utilitzat per biòlegs marins, geòlegs i oceanògrafs per investigar el flux de partícules de sediments i matèria orgànica al fons oceànic (trampa de sediments) i per mesurar la direcció i velocitat dels corrents oceànics (mesurador de corrent). L'amarratge està ancorat al fons de l'oceà per un pes que es va baixar lentament amb un paracaigudes per evitar la destrucció de l'amarratge durant la immersió. Els flotadors mantenen el cable en posició vertical. Quan el comunicador (Releaser) es posa en contacte amb un senyal després d'un any (o més), obre la connexió entre el pes i l'amarratge i les boies apujaran l'amarratge a la superfície on el vaixell les recuperarà.
Com es veu, les dades captades es poden transmetre cap al vaixell amb una antena, la mateixa que rep l'ordre de desenganxar el conjunt del fons quan ha finalitzat el període de mesures.

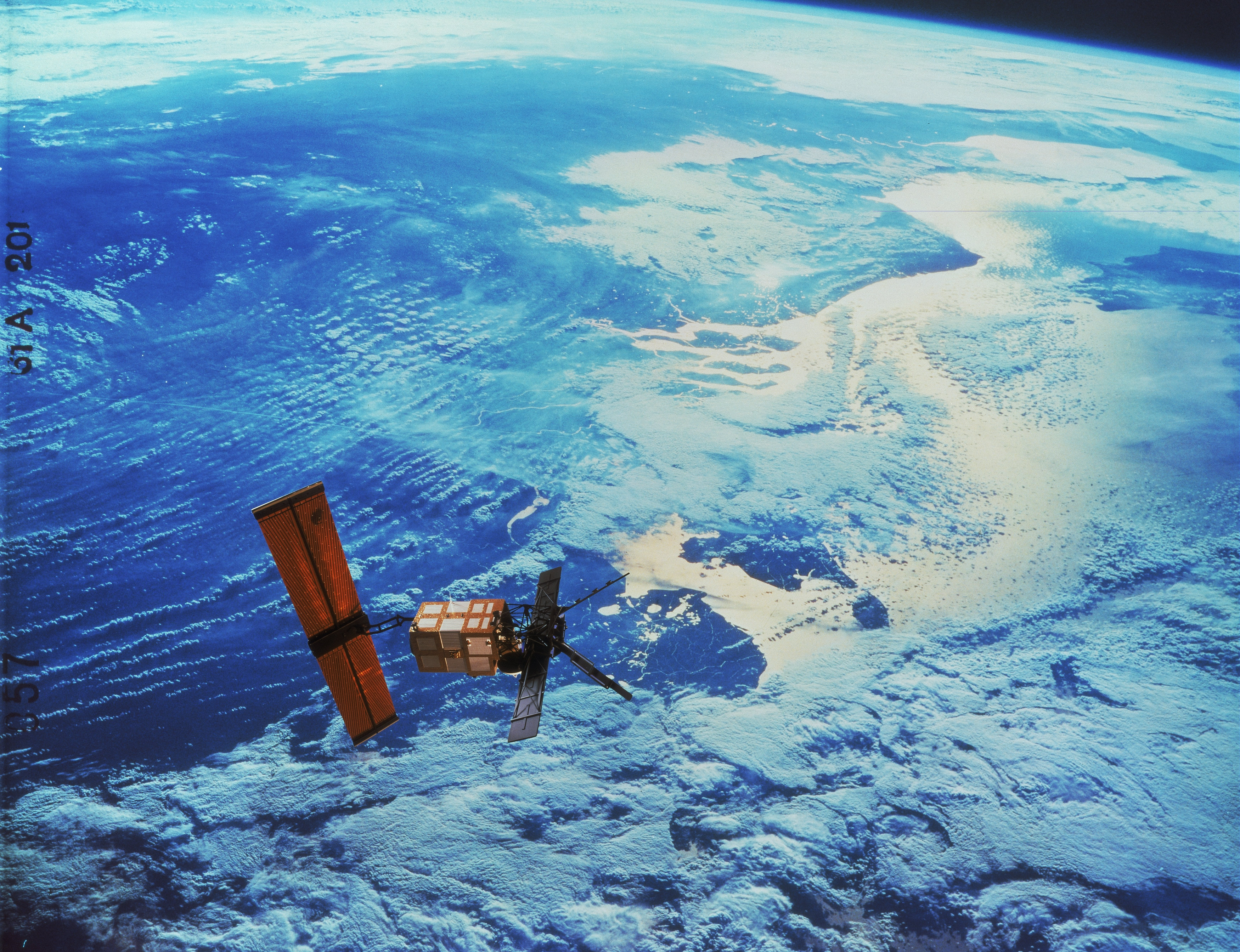
Satèl·lit ERS-1

### Mesura indirecta
Alguns satèl·lits estan dotats d'instruments de mesura de radiacions que emeten els oceans, amb les quals hom pot inferir conclusions relatives a corrents gràcies a modelitzacions creades pels científics. Com ara el ERS-1 (European remote sensing satellite) de l'Agència Espacial Europea, en funcionament des de 1991.

### Antecedents històrics dels instruments i personatges destacats
John Elliott Pillsbury. Va idear i desenvolupar un mesurador de corrents compost per un fluxímetre de quatre radis amb cassoleta cònica a l'extrem i un penell graduat (1876). Amb aquest instrument Pillsbury estudià a fons el Corrent de Florida i Corrent del Golf.
Fridtjof Nansen. L'ampolla de Nansen és un dispositiu per obtenir mostres d'aigua de mar en una profunditat específica. Va ser dissenyada el 1894 per l'explorador i oceanògraf Fridtjof Nansen i millorada per Shale Niskin el 1910 (ampolla de Niskin).
Elliott B. Roberts. Va dotar el mecanisme de gir de l'hèlix submergida amb sensors elèctrics que enviaven el senyal a un sistema emissor de ràdio subjecte a la boia.

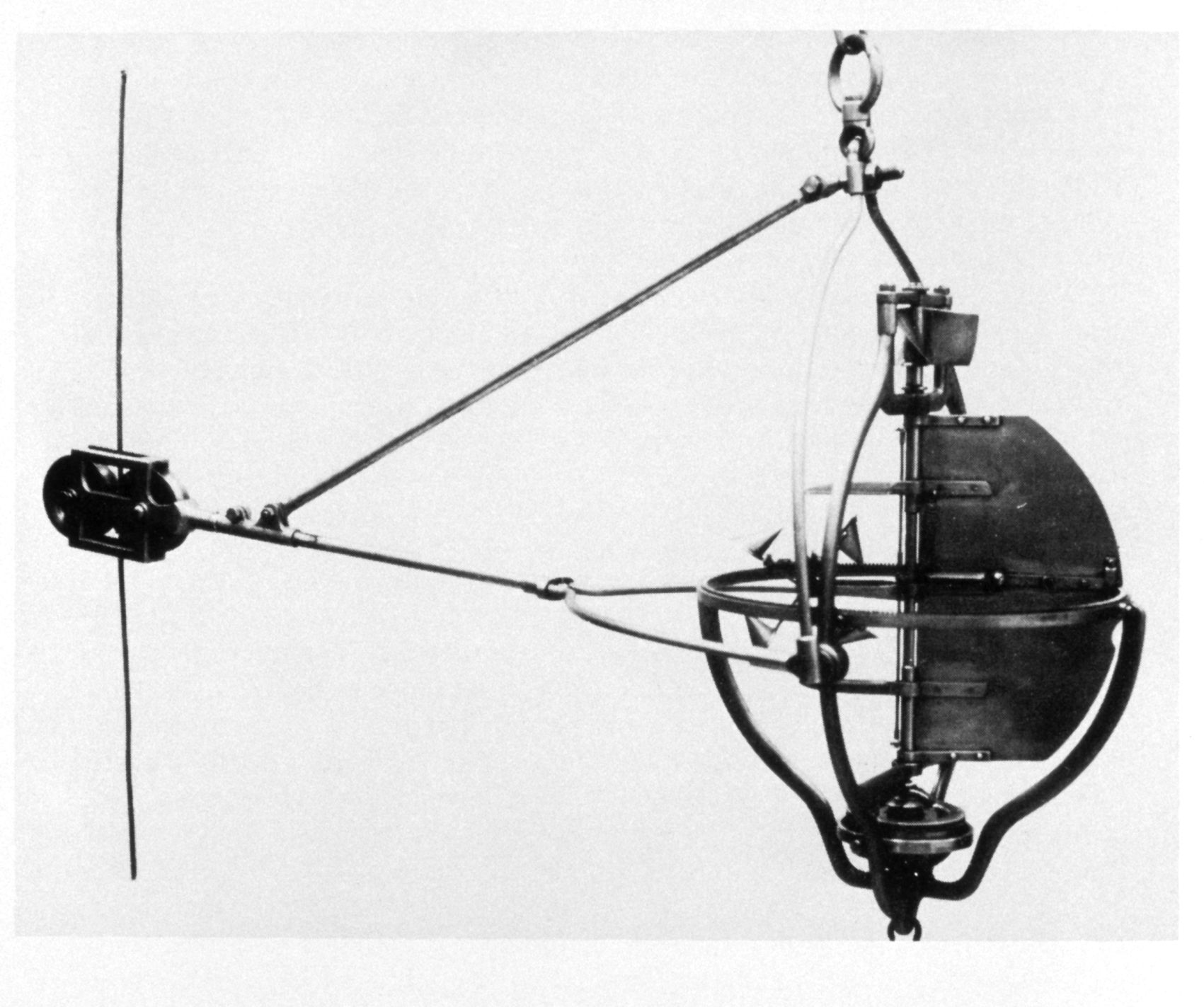
Mesurador de corrents de Pillsbury (1876)
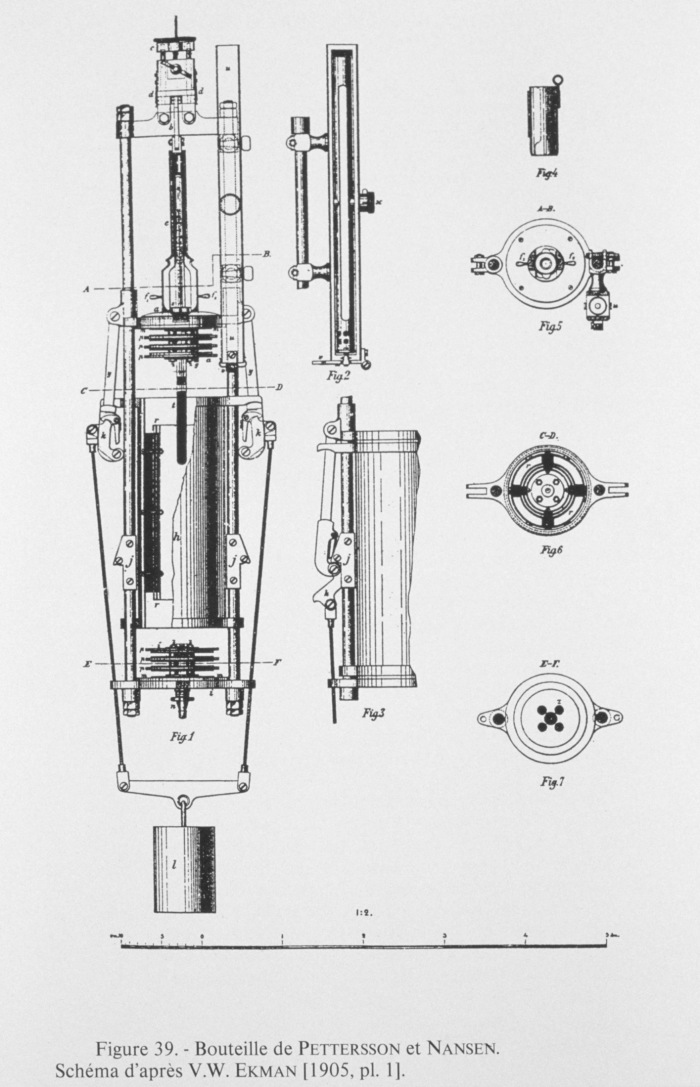
Ampolla de Nansen (1894)
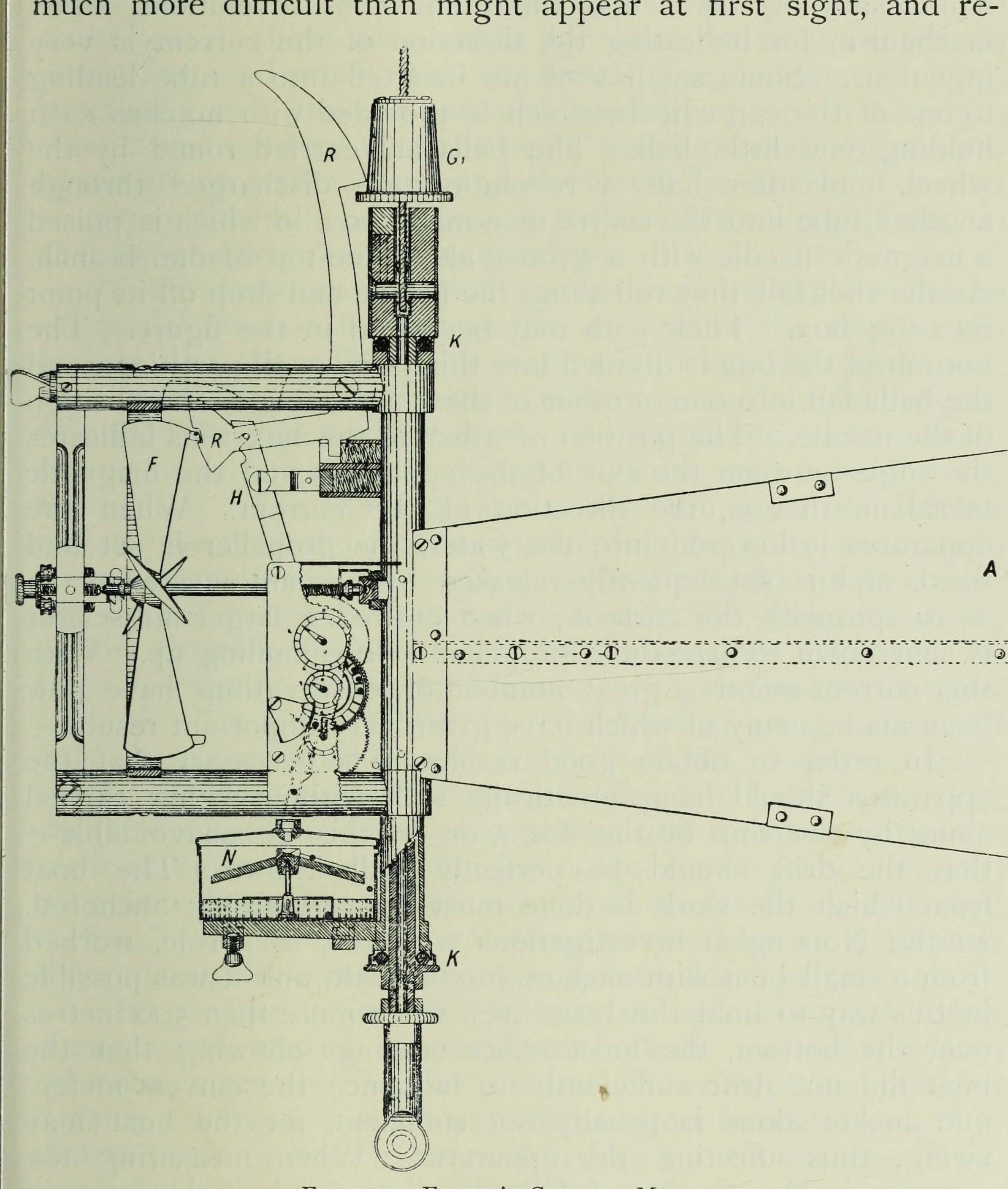
Aparell dissenyat per Ekman usat en les expedicions de Michael Sars per l'Atlàntic nord (1912)
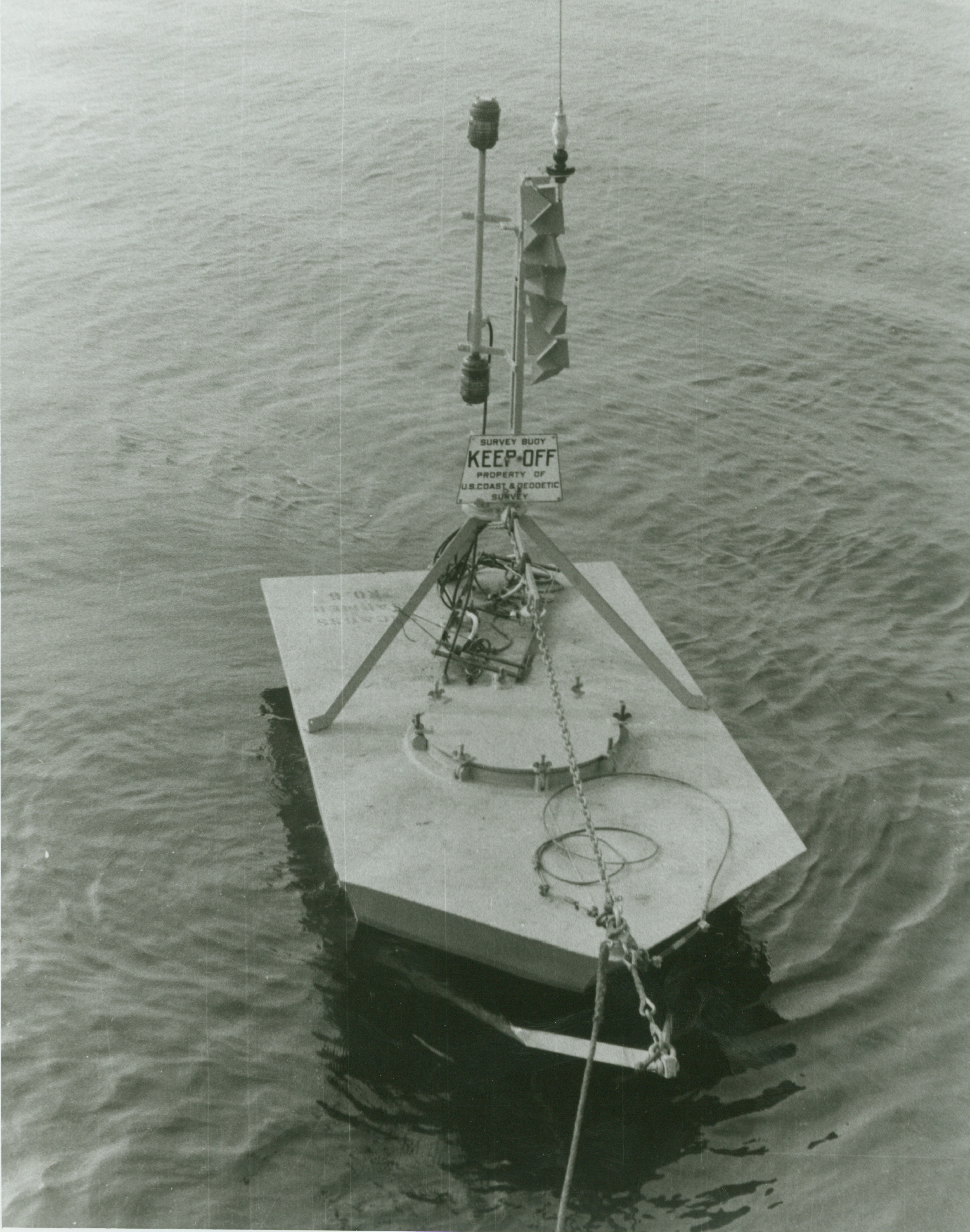
Boia per desplegar el mesurador de corrents i sistema de comunicació. Elliott B. Roberts

## Principals corrents marins
| Llista - Corrent de les Agulhas - Corrent d'Angola - Corrent de les Antilles - Corrent d'Açores - Corrent de l'Illa de Baffin - Corrent de Benguela - Corrent de Brasil - Corrent de Canàries - Corrent del Cap Horn - Corrent del Carib - Corrent de Grenlàndia Oriental - Corrent d'Islàndia Oriental - Corrent Falkland - Corrent de Florida - Corrent de les Guaianes - Corrent de Guinea - Corrent del Golf - Corrent d'Irminger - Corrent de Labrador - Corrent de Lomonosov - Corrent de Bucle - Corrent de l'Atlàntic Nord o la Deriva nord-atlàntica - Corrent del Nord del Brasil - Corrent Nord-equatorial - Contracorrent Nord-equatorial | - Corrent de Noruega - Corrent de Portugal - Slope/Shelf Edge Current - Slope Jet Current - Corrent de l'Atlàntic Sud - Corrent Sud Equatorial Atlàntic - Corrent de l'oest d'Spitsbergen - Contracorrent subtropical - Corrent de Groenlàndia Occidental - Deriva dels vents d'oest - Corrent d'Austràlia Oriental - Corrent Costaner d'Alaska - Corrent de les Aleutianes - Corrent de Califòrnia - Corrent de Cromwell (corrent profund) - Corrent de Davidson - Contracorrent equatorial - Corrent de Humboldt (o Corrent del Perú) - Corrent de Kamtxatka - Corrent de Kuroshio - Corrent de Mindanao - Corrent Nord Equatorial del Pacífic - Corrent del Pacífic Nord - Corrent d'Oyashio (o Oya-Siwo) - Corrent Sud Equatorial Pacífic - Deriva dels vents d'oest | - Corrent de Grenlàndia oriental - Corrent de Noruega - Gir oceànic de Beaufort - Deriva Transpolar - Corrent de les Agulhas - Corrent de Madagascar - Contracorrent equatorial - Corrent de Percolació d'Indonèsia - Corrent de Leeuwin - Corrent de Madagascar - Corrent de Moçambic - Corrent Somali - Contracorrent sud-australià - Corrent Sud Equatorial Índic - Corrent Indi de Monsó - Corrent d'Austràlia Oriental - Deriva dels vents d'oest - Corrent Circumpolar Antàrtic - Gir de Weddell - Corrent de Fuga de Tasmània |